# 池田城 (肥前国)
池田城（いけだじょう）は、佐賀県唐津市相知町字横枕にあった日本の城（山城）。

## 概要
唐津市の厳木川右岸の丘陵にあった。相知氏の支城として築かれ、後に岸岳城の出城となった。戦国時代には池田岩之丞が居城としている。